# غازيليك الرياضية بتونس
غازيليك الرياضية بتونس (بالفرنسية: Gazelec sport de Tunis)‏، هو نادي كرة سلة تونسي للمحترفين تأسس سنة 1946 يقع مقره في مدينة تونس في تونس. ينافس في بطولة تونس لكرة السلة للسيدات، الدرجة الأعلى للدوري في تونس، وحقق اللقب مرة واحدة، و يمثل تونس في المنافسات القارية والدولية.

## سجل ألقاب النادي لكرة السلة
فريق السيدات :
- البطولة التونسية للسيدات  (1) : 1959.

## وصلات خارجية
- صفحة غازيليك الرياضية بتونس على موقع كوووة.
- الموقع الرسمي للجامعة التونسية لكرة السلة.